# Anthony Edwards
Anthony Charles Edwards (Santa Barbara, 19 de julho de 1962) é um ator e diretor norte-americano.
É conhecido por seu papel como médico, Dr. Mark Greene, em oito temporadas da série ER (conhecido no Brasil como "Plantão Médico"), papel pelo qual recebeu um Globo de Ouro de Melhor Ator em Série Dramática e seis prêmios Screen Actors Guild de Melhor Ator em Série Dramática (1996 e 1998) e Melhor Elenco em Série Dramática (1996, 1997, 1998 e 1999).
Edwards atuou em vários filmes e séries de televisão, incluindo Top Gun, ER, Northern Exposure e Designated Survivor. Foi casado com a maquiadora profissional Jeanine Lobell de 1994 a 2015, e eles tiveram quatro filhos.

## Biografia
Edwards nasceu em Santa Barbara, na Califórnia, em 1962. É filho de Erika Kem Edwards Plack, pintora e artista plástica, e de Peter Edwards, arquiteto, sendo o mais novo entre os cinco filhos do casal. Sua avó materna foi a designer Kem Weber e sua família é de ascendência irlandesa. Seus pais o encorajaram a cursar uma faculdade antes de continuar a carreira de ator, que ele já tentava no grupo local de teatro. Edwards ganhou bolsa de estudos para a Royal Academy of Dramatic Art, na Inglaterra e estudou teatro na Universidade do Sul da Califórnia.

## Carreira

### Cinema e televisão
Um de seus primeiros trabalhos foi como ator coadjuvante na série de TV It Takes Two, de 1982, onde trabalhou com Richard Crenna e Patty Duke Astin, como seus pais, e Helen Hunt como sua irmã. Seu primeiro papel no cinema foi no filme do mesmo ano Fast Times at Ridgemont High como "Stoner Bud." Em 1984, estrelou a comédia Revenge of the Nerds, no papel principal de Gilbert Lowell, um nerd sensível e bem-intencionado, reprisando o papel em algumas cenas no segundo filme, Revenge of the Nerds II: Nerds in Paradise (1987).
Em 1985, estrelou na comédia Gotcha! e em 1986 estrelou um de seus papéis mais famosos, o de Nick "Goose" Bradshaw, em Top Gun, com Tom Cruise. Seu personagem foi um dos mais proeminentes no filme, morrendo em um acidente durante um voo.
Seu papel mais famoso é o de Mark Greene, médico no pronto-socorro da série dramática ER, por oito temporadas, de 1994, na estreia, até sua saída na oitava temporada, em 2002. A série também deu a Edwards a oportunidade de dirigir seus primeiros episódios. Seu desejo de seguir dirigindo episódios e filmes o levou a pedir a saída de seu personagem da série. Edwards ganhou 35 milhões de dólares pelas três últimas temporadas que participou de ER, tornando-o na época um dos atores de televisão mais bem pagos. O papel lhe rendeu vários prêmios, tanto de melhor ator como de melhor elenco.

### Teatro
Após uma longa carreira trabalhando na televisão, Edwards fez sua estreia na Broadway em 2018 na peça Children of a Lesser God.

## Vida pessoal
Entre 1994 e 2015, Edwards foi casado com a maquiadora Jeanine Lobell, com quem teve um filho e três filhas. Em 2020, ele começou um relacionamento com a atriz Mare Winningham, sua amiga por mais de 40 anos e com quem atuou em alguns episódios de ER.
Em 10 de novembro de 2017, Edwards publicou um texto no Medium, onde alegou que o produtor e roteirista Gary Goddard abusou sexualmente não apenas dele como de vários de seus amigos quando tinham 12 anos.
Edwards é piloto de avião licenciado desde 2012.

## Filmografia
- Tales of the Walking Dead (2022)
- Zodiac (2007)
- The Forgotten (2004)
- Thunderbirds (2004)
- ER (1994 - 2002)
- The Client (1994)
- Pet Sematary II (1992)
- Downtown (1990)
- Miracle Mile (1988)
- Hawks (1988)
- Revenge of the Nerds II: Nerds in Paradise (1987)
- Top Gun (1986)
- Gotcha! (1985)
- The Sure Thing (1985)
- Revenge of the Nerds (1984)
- Heart Like a Wheel (1983)
- Fast Times at Ridgemont High (1982)